# Julija Bračič
Julija Bračič, slovenska pisateljica, * 24. januar 1913, Zgornje Poljčane, † 20. junij 1994.
Napisala je več povesti, ki temeljijo na tradiciji mohorjansko-večerniške proze.

## Življenje in delo
Zaradi slabega gmotnega položaja se je morala po nižji gimnaziji odpovedati nadaljnjemu šolanju. Službovala je kot uradnica in kasneje vodila cvetličarno v Celju. Med 2. svetovno vojno je bila zaprta in izgnana na Hrvaško, kjer je sodelovala v NOB. Po vojni je bila invalidsko upokojena. Od leta 1953 do svoje smrti je živela pri Svetem Vidu v Malinski na otoku Krku.
Julija Bračič je pisala krajšo prozo in povesti. Opisovala je predvsem kmečko okolje na Štajerskem. Njene junakinje so ženske iz revnih okolij, ki iščejo srečo, a je ne najdejo, ali pa je ta le kratkotrajna. Za svojo prvo povest Razdrti mostovi, ki je izšla leta 1943, je prejela Finžgarjevo nagrado.

### Proza - povesti
- Razdrti mostovi (1943)
- Grenka roža (1944)
- Zaprta vrata (1945)
- Graščinski stradarji (1950)